# 石川県道193号窪野々市線
石川県道193号窪野々市線（いしかわけんどう193ごう くぼののいちせん）は、石川県金沢市と野々市市を結ぶ一般県道（石川県道）である。

## 路線概要
- 起点：石川県金沢市窪六丁目2番1地先（＝窪町交差点・石川県道45号金沢鶴来線交点）
- 終点：石川県野々市市横宮町67番5地先（＝横宮交差点、国道157号（国道305号と重複）交点、石川県道106号野々市西金沢停車場線起点）

起点の窪町交差点から、西へ進む。石川県立ろう学校、石川県立金沢錦丘高等学校・錦丘中学校前を経て、窪七丁目交差点で 石川県道22号金沢小松線（南大通り）と交差する。さらに西に進み、金沢赤十字病院前を経て、三馬三丁目交差点から野々市市に入る。金沢工業大学前を経て、北陸鉄道石川線を渡る。その先の、本町二丁目南交差点で北に折れ、終点の横宮交差点に至る。

## 歴史
- 1960年（昭和35年）10月15日：路線認定。当初は窪町交差点から本町交差点までの直線ルートだった。

## 通過する自治体
- 石川県
  - 金沢市 - 野々市市

## 接続道路
- 石川県道45号金沢鶴来線（金沢市窪6丁目・窪町交差点：起点）
- 石川県道22号金沢小松線[現道]（金沢市窪7丁目・窪七丁目交差点）
- 国道157号（国道305号と重複）、石川県道106号野々市西金沢停車場線（野々市市横宮町・横宮交差点：終点）

## 通称
- 工大通り（金沢市三馬3丁目・三馬三丁目交差点 - 野々市市本町2丁目・本町二丁目南交差点）
- 布水つばき通り（野々市市本町2丁目・本町二丁目南交差点 - 同市横宮町・横宮町交差点：終点）

## 周辺施設
- 金沢中警察署 とがし交番
- 金沢市立富樫小学校
- 石川県立ろう学校
- 石川県立金沢錦丘高等学校
- 石川県立金沢錦丘中学校
- 金沢市立伏見台小学校
- 金沢赤十字病院
- 北國銀行 伏見台支店
- 金沢三馬郵便局
- 金沢工業大学
- 国際高等専門学校
- 高橋川
- 北陸鉄道石川線 野々市工大前駅
- 日本電気計器検定所北陸支社
- のと共栄信用金庫 野々市支店
- 野々市市中央公民館
- 北國銀行 野々市支店
- 福井銀行 野々市支店
- ヴィテンののいち